# Hajdräkt
En hajdräkt var en typ av simdräkt som var mer heltäckande än traditionella simdräkter  och användes både av kvinnor och män. Syftet med att använda hajdräkt var att minska motståndet i vattnet och på så vis öka hastigheten. År 2000 tillät Internationella simförbundet, (FINA) en helkroppsdräkt från Speedo som efterliknade hajskinn. Ytan hade en struktur med kanaler som styrde vattnet längs kroppen ca 3 % mer effektivt än traditionella dräkter. Dräkterna var även utformade för kompression och bättre strömlinjeform, samt var vattenavvisande. Hajdräkten var stickad och av textilt material. I Sydney OS 2000 togs 83 % av medaljerna av simmare med hajdräkter.
Hajdräkterna försvann då FINA tillät dräkter av icke textila material från den 1 januari 2008, då de så kallade superdräkterna lanserades. Då superdräkterna förbjöds från den första januari 2010 förbjöds även helkroppsdräkt för män, och baddräkterna får inte nå nedanför knäna eller ovanför naveln för män och inte nå nedanför knäna eller täcka nacken eller nå över axlarna för damer..